# Svenska mästerskapen i kortbanesimning 1965
Svenska mästerskapen i kortbanesimning 1965 avgjordes i Broängsbadet, Kristinehamn 1965. Det var den trettonde upplagan av kortbane-SM.

## Medaljsummering

### Herrar
| Gren              | Guld                         | Guld                         |
| 200 m frisim      | Jan Lundin 1.59,8            | Stockholmspolisens IF        |
| 800 m frisim      | Ingvar Eriksson 9.18,2       | Sundsvalls SS                |
| 100 m fjärilsim   | Ingvar Eriksson 1.00,2       | Sundsvalls SS                |
| 100 m ryggsim     | Hans Ljungberg 1.04          | SK Neptun                    |
| 200 m ryggsim     | Hans Ljungberg 2.18,1        | SK Neptun                    |
| 200 m bröstsim    | Ulf Ericsson 2.41,6          | Katrineholms SS              |
| 4x100 m frisim    | SK Neptun 3.48,3             | SK Neptun 3.48,3             |
| 4x100 m fjärilsim | Stockholmspolisens IF 4.10,7 | Stockholmspolisens IF 4.10,7 |
| 4x100 m ryggsim   | Stockholmspolisens IF 4.24,7 | Stockholmspolisens IF 4.24,7 |
| 4x100 m bröstsim  | SK Ran 4.59,7                | SK Ran 4.59,7                |

### Damer
| Gren              | Guld                         | Guld               |
| 200 m frisim      | Ann-Christine Hagberg 2.19,5 | SK Neptun          |
| 800 m frisim      | Ann-Charlott Lilja 10.16,2   | SK Najaden         |
| 100 m fjärilsim   | Lotten Andersson 1.12,1      | Linköpings ASS     |
| 200 m ryggsim     | Birgitta Haagman 2.36,9      | Upsala S           |
| 200 m bröstsim    | Monica Israelsson 2.55,4     | Karlskrona SS      |
| 4x100 m frisim    | SK Neptun 4.23,5             | SK Neptun 4.23,5   |
| 4x100 m fjärilsim | Gävle SS 5.10,0              | Gävle SS 5.10,0    |
| 4x100 m ryggsim   | Malmö S 5.01,8               | Malmö S 5.01,8     |
| 4x100 m bröstsim  | SK Poseidon 5.42,8           | SK Poseidon 5.42,8 |